# Comissió Malfatti

Insígnia de la Unió Europea

La Comissió Malfatti és la Comissió Europea presidida pel polític italià Franco Maria Malfatti que va estar en el càrrec entre l'1 de juliol de 1970 i el 21 de març de 1972.

## Nomenament
Successora de la Comissió Rey, va iniciar el seu mandat l'1 de juliol de 1970 durant el qual s'establí del marc financer i el mercat únic de la Comunitat Europea, establint-se així mateix els principis de cooperació política i monetària. Un dels principals avenços fou l'inici de les negociacions amb Dinamarca, Irlanda, Noruega i el Regne Unit per incorporar-se a la Comunitat Europea.
Fou una comissió amb 9 comissaris i finalitzà el seu mandat el 21 de març de 1972, sent substituïda per la Comissió Mansholt.

## Llista de Comissaris
La taula següent indica el nombre de comissaris segons la seva alineació política:
| Afiliació  | Esquerra (PSE) | Centre (ALDE) | Dreta (PPE-DE) | Independents |
| Comissaris | Dos            | Tres          | Un             | Tres         |

| Cartera                                     | Comissari             | Estat         | Partit Polític |
| ------------------------------------------- | --------------------- | ------------- | -------------- |
| President                                   | Franco Maria Malfatti | Itàlia        | DC             |
| Vicepresident; Agricultura                  | Sicco L. Mansholt     | Països Baixos | PvdA           |
| Vicepresident; Mercat Interior i Energia    | Wilhelm Haferkamp     | Alemanya      | independent    |
| Economia i afers financers                  | Raymond Barre         | França        | UDF            |
| Competència i Política Regional             | Albert Borschette     | Luxemburg     | independent    |
| Assumptes Socials, Transport i Pressupostos | Albert Coppé          | Bèlgica       | independent    |
| Comerç                                      | Ralf Dahrendorf       | Alemanya      | FDP            |
| Relacions exteriors                         | Jean-François Deniau  | França        | UDF            |
| Indústria i Recerca                         | Altiero Spinelli      | Itàlia        | PCI            |